# Cochranella ritae
Cochranella ritae är en groddjursart som först beskrevs av Lutz in Lutz och Cecil Boden Kloss 1952.  Cochranella ritae ingår i släktet Cochranella och familjen glasgrodor. IUCN kategoriserar arten globalt som otillräckligt studerad. Inga underarter finns listade i Catalogue of Life.